# Dâu bể đường trần
Dâu bể đường trần là một bộ phim truyền hình được thực hiện bởi Hãng phim Xuân Phước do Xuân Phước làm đạo diễn. Phim phát sóng vào lúc 20h00 từ thứ 2 đến thứ 7 hàng tuần bắt đầu từ ngày 16 tháng 7 năm 2020 và kết thúc vào ngày 21 tháng 9 năm 2020 trên kênh THVL1.
Tại thời điểm lên sóng, bộ phim đã trở thành tác phẩm có tỷ suất người xem cao nhất cả nước.

## Nội dung
Dâu bể đường trần xoay quanh Kim Phan (Hà Trí Quang) là con trai trong một gia đình có truyền thống buôn lụa nổi tiếng lục tỉnh Nam kỳ. Vì là con của vợ lẽ nên từ nhỏ Kim Phan luôn bị ức hiếp, do vậy anh luôn có ý thức vươn lên khẳng định mình. Nhờ số vốn từ của hồi môn của gia đình vợ, Kim Phan tập tành đi buôn lụa và rong rủi qua các tỉnh thành. Sau đó, Kim Phan gặp được Năm Kỉnh (Lucy Như Thảo) - 1 người phụ nữ sắc sảo đang là chủ hiệu may nổi tiếng nhất ở Tây Đô. Năm Kỉnh yêu Kim Phan, nhờ sự dìu dắt của cô mà công việc làm ăn của Kim Phan ngày càng khấm khá. Sau đó, Kim Phan cưới con gái quan Đốc Phủ (Nguyễn Sanh) và hưởng trọn gia tài của nhà vợ.

## Diễn viên
- Lương Thế Thành trong vai Dũng Linh[7]
- Thúy Diễm trong vai Cầm Thư[7]
- Thanh Duy trong vai Kim Cẩm/Văn Sổi[7]
- Kha Ly trong vai Hồng Xuân[7]
- Linh Tý trong vai Đăng Minh Chiếu[7]
- Ngân Quỳnh trong vai Bà Ánh Xuân
- Võ Hiệp trong vai Ông Kim Phan
- Mộc Linh trong vai Bà Trình/Bà Ngọc Lệ
- Lê Huỳnh trong vai Ông Kim Chinh
- Bích Trâm trong vai Ba Kiềm[7]
- David Trần trong vai Hai Sáng
- Thanh Nhàn trong vai Phán Lược
- Kiều Trinh trong vai Bà Năm Kỉnh
- Chu Cường trong vai Thầy Soạn
- Như Lê trong vai Hai Nguyệt
- Phi Bảo trong vai Ba Búa
- Hà Trí Quang trong vai Ông Kim Phan (lúc trẻ)
- Mỹ Linh trong vai Bà Ngọc Lệ (lúc trẻ)
- Công Ninh trong vai Ông Hội đồng Thăng
- Phương Dung trong vai Bà Hội đồng Thăng
- Nguyễn Sanh trong vai Ông Đốc Phủ
- Trịnh Kim Chi trong vai Bà Đốc Phủ
- Bùi Lê Kim Ngọc trong vai Bà Ánh Xuân (lúc trẻ)
- Thanh Tùng trong vai Ông Văn Tân
- Ngọc Hạnh trong vai Bà Oanh
- Lucy Như Thảo trong vai Bà Năm Kỉnh (lúc trẻ)
- Bình Minh trong vai Hai Hậu
- Trần Phương trong vai Ông Kim Chinh (lúc trẻ)
- Quỳnh Như trong vai Xuân Lan

Cùng một số diễn viên khác....

## Ca khúc trong phim
Bài hát trong phim là ca khúc "Người đã nói" do Vũ Quốc Bình sáng tác và Thuận Yến / Nhã Phượng thể hiện.